# Siphimedia flavipes
Siphimedia flavipes är en stekelart som först beskrevs av Cameron 1903.  Siphimedia flavipes ingår i släktet Siphimedia och familjen brokparasitsteklar. Inga underarter finns listade i Catalogue of Life.